# Antonii
Pour les articles homonymes, voir Antonius.
Légende :
♦Patricien, ♦Plébéien, ♦Consulaire, ♦Sénatorial, ♦Équestre
Gens et Liste des gentes romaines
Les Antonii (singulier : Antonius) sont les membres de l'une des plus importantes familles plébéiennes romaines, la gens Antonia.

## Origines
Le nomen Antonius semble de nature plébéienne et apparaît avec un personnage participant en 450 au deuxième décemvirat à pouvoir consulaire de composition mixte,.
Sur le plan historique, les premiers membres de la gens Antonia n'apparaissent pas avant la seconde moitié du IIe siècle av. J.-C. avec le consul Marcus Antonius Orator, personnalité à l'éloquence proverbiale qui fait entrer la famille dans la nobilitas. Les attachements politiques de la gens ont varié au fil des opportunités, passant du parti de Sylla à celui des populares ainsi qu'en atteste un attachement de cette famille aristocratique libérale et généreuse au tribunat de la plèbe qui, par son opposition au parti sénatorial, lui confère une certaine popularité.
À l'instar d'autres familles patriciennes romaines influentes au Ier siècle av. J.-C., les Antonii se sont forgé une double généalogie, l'une mythologique les faisant descendre d'un fils du héros Hercule nommé Anton, l'autre historique remontant à un certain Marcus Antoniu qui aurait été magister equitum de Publius Cornelius Rufinus, dictateur en 334 av. J.-C. Cette double revendication permettait ainsi de combiner des origines à la fois hellénistique et romaines, monarchiques et républicaines, religieuses et civiques.

## Principaux membres

### Sous la République

#### Antonii Merenda
- Titus Antonius Merenda, décemvir en 450 av J.-C.
  - Quintus Antonius Merenda, fils du précédent, tribun consulaire en 422 av. J.-C.
- Marcus Antonius (Merenda?), maître de cavalerie en 334 et 333 av. J.-C.

#### Marci Antonii
- Marcus Antonius, (v.-200 - ap.-167), tribun de la plèbe en 167 av. J.-C.[5]
  - Marcus Antonius, (v.-170 - ?);
    - Marcus Antonius Orator, (-143 - -87), consul en -99, censeur en -97.[6];
      - Marcus Antonius Creticus, (v.-115 - -71), préteur en -74.
        - Marcus Antonius, (14/1/-83 - 1/8/-30), consul en -44 et en -34, triumvir;
          - Antonia, (v.-50 - av.-30), épouse de Pythodoros de Trallès;
          - Marcus Antonius Antyllus, (-46 - -30), exécuté par Octavien en 30 av J.-C.
          - Iullus Antonius, (-43 - -2); consul en -10;
            - Iullus Antonius, (v.-20 - v.-10);
            - (Antonia) Iulla, (v.-20 - v.-10);
            - Lucius Antonius, (v.-20 - 25), exiler en -2, décédé à Massilia;

          - Antonia Major, (-39 - v.38), épouse de Lucius Domitius Ahenobarbus;
          - Antonia Minor, (-36 - 37), épouse de Nero Claudius Drusus;
          - Alexandre Hélios, (25/12/-40 - ap.-30), Roi des Rois en -34;
          - Cléopâtre Séléné II, (25/12/-40 - v.-5), épouse de Caius Julius Juba;
          - Ptolémée Philadelphe, (-36 - ap.-30), Roi de Syrie de -34 à -30;

        - Caius Antonius, (v.-82 - -42), proconsul de Macédoine en -43;
        - Lucius Antonius, (v.-76 - -40), consul en -41;
        - Antonia, (v.-75 - ?), épouse de Publius Vatinius;

      - Caius Antonius Hybrida, (v.-106 - ap.-42), consul en -63, censeur en -42;
        - Antonia, (v.-70 - ?), épouse de Lucius Caninius Gallus;
        - Antonia Hybrida, (v.-65 - ap.-47), épouse son cousin Marc Antoine

#### Autres
- Quintus Antonius (Merenda ?), sénateur romain cité en -190.
- Aulus Antonius, sénateur romain cité en -168.
- Lucius Antonius, défendue dans un procès par Caton vers -150.
- Quintus Antonius Balbus, préteur en -83, propréteur de Sardaigne en -82, tuer par les partisans de Sylla cette même année.
- Decimus Antonius, ami de Cicéron.

### Sous l'Empire

#### Antoniid'Achaie
- N, (v.-20 - ?);
  - (Marcus Antonius) Pallas, (v.1 - 62), affranchie d'Antonia la Jeune, reçoit les ornamenta praetoria en 52, a rationibus de 52 à 54;
    - ? (Marcus Antonius Pallas), (v.40 - ?);
      - ? (Marcus Antonius Pallas), (v.70 - ?);
        - ? (Marcus Antonius Pallas), (v.100 - ?)
          - ? Marcus Antonius Pallas, (v.120/5 - ap.167), consul suffect en 167;

  - (Marcus) Antonius Felix (ou Tiberius Claudius Felix?), (v.10 - ap.60), affranchi, préfet de cohorte, procurateur de Judée en 52;
    - Antonia Clementiana, (v.50/5 - ?), épouse de (Anneius);
      - Lucius Anneius;
        - Lucius Anneius Domitius Proculus, connu comme l'arrière petit-fils d'Antonius Felix;

    - (Antonius) Agrippa, (v.60 - 24/10/79), décédé lors de l'éruption du Vésuve;

#### Antoniid'Asie

##### Antoniid'Ephèse
- Marcus (Antonius), (v.-10 - ?)
  - Marcus Antonius Albus, (v.15 - ap.v.50), prétre d'Artemis;
    - (Antonius Albus), (v.40 - ?);
      - Lucius Antonius Albus, (v.60 - ap.102), consul suffect en 102;
        - Lucius Antonius Albus, (v.90 - 151?), consul suffect, proconsul d'Asie, Frères Arvales de 112 à 150;

#### Antoniide Cilicie
- Zénon, (v.-90 - -40/36), rhéteur de Laodicée;
  - ? Zenon, (v.-60/55 - ?), notable de Laodicée;
    - Polemon, prêtre de Rome à Kymé sous Auguste;

  - Marcus Antonius Polemon, (v.-60 - -9/8), Roi de Cilicie en -37;
    - Lucius Antonius Polemon, (v.-13 - 36), tribun de la legio XII, Roi d'Armenie en 18;
    - Marcus Antonius Polemon, (v.-10 - ap.41), Roi de Cilicie en 41;
      - Marcus Antonius Zeno, (v.10/5 - 54/68), prêtre de Laodicée sous Claude;
        - (Marcus?) Antonius Zeno, (v.40 - ap.54/68), prétre de Laodicée sous Néron;
          - ? Antonius Alcimus, notable de Laodicée;
            - Lucius Antonius Zeno Aurelianus, (v.95 - ap.141/2), prophète de Laodicée.

      - ? Marcus Antonius Polemon, (v.25 - 69/72), roi en Cilicie sous Néron;
        - ? (Marcus Antonius Polemon), (v.60/5 - ?);
          - ? Marcus Antonius Polemon, (v.88 - v.144), rhéteur de Laodicée.
          - ? Marcus Antonius Attalus, (v.95 - ?), notable de Laodicée.
          - ? Marcus Antonius Zeno, (v.100 - ap.148), consul suffect en 148.

    - Antonia Tryphaena, (v.-10 - v.55), épouse de Sextus Iulius Cotys.

#### Antoniide Cappadoce
- Marcus Antonius, (v.135 - ?), tribun de la plèbe, préteur désigner;
  - Imp. Caesar Marcus Antonius Gordianus Sempronianus Romanus Africanus Aug., (159 - 1/238), empereur romain en 238;
    - Imp. Caesar Marcus Antonius Gordianus Sempronianus Romanus Africanus Aug., (v.192 - 12/4/238), empereur romain en 238;
    - (Antonia), épouse de Iunius Licinius Balbus?;
      - Imp. Caesar Marcus Antonius Gordianus Aug., (20/1/225 - 2/244), empereur romain en 238;
        - ? (Furia Gordiana), épouse de Publius Pupienus Maximus;

#### AntoniideCrète et Cyrénaïque

##### AntoniideCyrène
- Marcus Antonius Flamma;
  - Marcus Antonius Flamma, (v.25 - ap.70), proconsul de Crète et Cyrénaique en 67;
    - (Antonia), épouse de Sestius Pollio

  - Marcus Antonius Flamma Gemellus, (v.25 - ap.56/7), prétre d'Apollon;
    - Marcus Antonius Cascellius, (v.50 - ?)

  - Marcus Antonius Cascellius, (v.35 - ap.78), prétre d'Apollon en 68 et 78;
  - Marcus Antonius Aristomenes, (v.40 - ap.73), prétre d'Apollon en 73;

#### AntoniideDacie

##### Antoniid'Apulum
- Caius (Antonius);
  - Caius Antonius Valentinus, (v.160 - ap.197), décurion d'Apulum après 197;
    - Caius Antonius Agrippinus, (v.180 - ?), décurion de Napoca et Potaissa;
      - ? Marcus Antonius Valentinus, (v.205 - ap.241), chevalier romain, décurion d'Apulum en 241, sacerdos Arae Augusti;

    - ? Caius Antonius Marcellus, (v.190 - ?), décurion d'Apulum;

#### AntoniideGaule Narbonnaise

##### AntoniideTolosa
- Marcus Antonius Primus, (v.20/3 - ap.95/8), légat de la Legio VII Gemina en 68/9, reçoit les ornements consulaires;
  - ? (Marcus Antonius Primus), (v.50 - ?)
    - ? (Marcus Antonius Primus), (v.80 - ?), sénateur romain;
      - ? Marcus Antonius Primus, (v.100 - ap.118), assistant les frères Arvales en 118;

#### AntoniideTarraconaise

##### AntoniideTarraco
- Lucius (Antonius), (v.-20 - ?)
  - Lucius Antonius Saturninus, (v.1/10 - ?), duumvir;
    - ? Lucius Antonius Saturninus, (v.40 - 89), consul suffect en 82, usurpateur romain en 89;
- Titus (Antonius);
  - Lucius Antonius Silo, (v.1/50 - v.50/100), chevalier romain;

##### AntoniideNova Augusta
- Caius (Antonius);
  - Lucius Antonius Aquilus, (v.70 - ?), duumvir, tribun militaire d'une cohorte;
    - Caius Antonius Aquilus Novaugustanus, (v.100 - ap.132), préfet de cohorte en 132;

#### Antonii Rufi
- Aulus Antonius Rufus, (v.5 - ap.45), consul suffect en 45;
  - ? Antonia Furnilla, (v.30 - ?), épouse de Quintus Marcius Barea Sura;

#### Antonii Rufini
- Lucius Antonius Rufinus, (v.40 - ap.70/9), procurateur de Cilicie sous Vespasien;
  - ? (Antonius Rufinus), (v.70 - ?);
    - ? Marcus Antonius Rufinus, (v.90 - ap.131), consul en 131;
      - ? Naevia Antonia Rufina;
      - ? Marcus Antonius Rufinus, patron d'Abellinum

#### Antonii Hiberi
- (Marcus Antonius) Hiberus, (v.-5 - 32), affranchie d'Antonia la Jeune?, vice-préfet d'Egypte en 32;
  - ? (Marcus Antonius Hiberus), (v.25 - ?);
    - ? (Marcus Antonius Hiberus), (v.50 - ?);
      - ? (Marcus Antonius Hiberus), (v.70 - ?);
        - ? Marcus Antonius Hiberus, (v.90/5 - ap.141), consul en 133;

#### Antonii Marcellini
- Antonius Marcellinus, (v.270 - ap.313), Praeses Gallia Lugdunensis Prima en 313;
  - Antonius Marcellinus, (v.295 - ap.341), consul en 341;
    - Antonius Marcellinus, (v.320 - ?), vir clarissimus;
      - Antonia Marcellina, (v.340 - ?), épouse de Quintus Flavius Egnatius Placidus Severus;
      - ? Melania, (v.350 - v.410), épouse de Valerius Maximus Basilius;

#### Autres
- Antonius Musa, médecin d'Auguste en 23 av J.-C.
- Antonius Castor, médecin et biologiste;
- Antonius, chevalier romain, exécuter en 55;
- Antonius Natalis, chevalier romain, membre de la conjuration de Pison contre Néron
- Antonia Caenis, affranchie d'Antonia la jeune, concubine de Vespasien.
- Cnaeus Antonius Fuscus, consul suffect en 109;
- Caius Antonius, consul suffect sous Hadrien;
- Marcus Antonius Iuvenis Axius M(...), consul suffect vers 181, frère Arvales;

## Pour approfondir